# Eurovision Song Contest 2013
Eurovision Song Contest 2013 là cuộc thi Ca khúc truyền hình châu Âu thứ 58. Cuộc thi diễn ra ở thành phố Malmö, Thụy Điển, sau khi ca sĩ Loreen chiến thắng cuộc thi năm 2012 với ca khúc "Euphoria". Đây là lần thứ năm Thụy Điển đăng cai cuộc thi này, lần đăng cai trước đây là vào năm 2000. Kênh truyền hình SVT chọn nhà thi đấu Malmö làm địa điểm của cuộc thi năm 2013. Dẫn chương trình của cuộc thi là danh hài Petra Mede. 39 quốc gia tham dự quộc thi năm nay, trong đó có Armenia trở lại sau khi rút khỏi cuộc thi năm 2012. Bosnia và Herzegovina, Bồ Đào Nha, Slovakia, Thổ Nhĩ Kỳ không tham dự cuộc thi năm nay.

## Kết quả

Các nước tham dự vòng bán kết 1
Các nước được đặc cách vào vòng chung kết, nhưng cũng được quyền bầu chọn tại vòng bán kết 1
Các nước tham dự vòng bán kết 2
Các nước được đặc cách vào vòng chung kết, nhưng cũng được quyền bầu chọn tại vòng bán kết 2

### Bán kết 1
| Thứ tự | Quốc gia   | Nghệ sĩ              | Ca khúc               | Ngôn ngữ         | Vị trí | Số điểm |
| ------ | ---------- | -------------------- | --------------------- | ---------------- | ------ | ------- |
| 01     | Áo         | Natália Kelly        | "Shine"               | Tiếng Anh        | 14     | 27      |
| 02     | Estonia    | Birgit Õigemeel      | "Et uus saaks alguse" | Tiếng Estonia    | 10     | 52      |
| 03     | Slovenia   | Hannah Mancini       | "Straight Into Love"  | Tiếng Anh        | 16     | 8       |
| 04     | Croatia    | Klapa s Mora         | "Mižerja"             | Tiếng Croatia    | 13     | 38      |
| 05     | Đan Mạch   | Emmelie de Forest    | "Only Teardrops"      | Tiếng Anh        | 1      | 167     |
| 06     | Nga        | Dina Garipova        | "What If"             | Tiếng Anh        | 2      | 156     |
| 07     | Ukraina    | Zlata Ognevich       | "Gravity"             | Tiếng Anh        | 3      | 140     |
| 08     | Hà Lan     | Anouk                | "Birds"               | Tiếng Anh        | 6      | 75      |
| 09     | Montenegro | Who See & Nina Žižić | "Igranka"             | Tiếng Montenegro | 12     | 41      |
| 10     | Litva      | Andrius Pojavis      | "Something"           | Tiếng Anh        | 9      | 53      |
| 11     | Belarus    | Alyona Lanskaya      | "Solayoh"             | Tiếng Anh        | 7      | 64      |
| 12     | Moldova    | Aliona Moon          | "O mie"               | Tiếng România    | 4      | 95      |
| 13     | Ireland    | Ryan Dolan           | "Only Love Survives"  | Tiếng Anh        | 8      | 54      |
| 14     | Síp        | Despina Olympiou     | "An me thimase"       | Tiếng Hy Lạp     | 15     | 11      |
| 15     | Bỉ         | Roberto Bellarosa    | "Love Kills"          | Tiếng Anh        | 5      | 75      |
| 16     | Serbia     | Moje 3               | "Ljubav je svuda"     | Tiếng Serbia     | 11     | 46      |

### Bán kết 2
| Thứ tự | Quốc gia   | Nghệ sĩ                            | Ca khúc              | Ngôn ngữ                     | Vị trí | Số điểm |
| ------ | ---------- | ---------------------------------- | -------------------- | ---------------------------- | ------ | ------- |
| 01     | Latvia     | PeR                                | "Here We Go"         | Tiếng Anh                    | 17     | 13      |
| 02     | San Marino | Valentina Monetta                  | "Crisalide"          | Tiếng Ý                      | 11     | 47      |
| 03     | Macedonia  | Esma Redžepova & Vlatko Lozanoski  | "Pred da se razdeni" | Tiếng Macedonia, Tiếng Digan | 16     | 28      |
| 04     | Azerbaijan | Farid Mammadov                     | "Hold Me"            | Tiếng Anh                    | 1      | 139     |
| 05     | Phần Lan   | Krista Siegfrids                   | "Marry Me"           | Tiếng Anh                    | 9      | 64      |
| 06     | Malta      | Gianluca Bezzina                   | "Tomorrow"           | Tiếng Anh                    | 4      | 118     |
| 07     | Bulgaria   | Elitsa Todorova & Stoyan Yankoulov | "Samo shampioni"     | Tiếng Bulgaria               | 12     | 45      |
| 08     | Iceland    | Eyþór Ingi Gunnlaugsson            | "Ég á líf"           | Tiếng Iceland                | 6      | 72      |
| 09     | Hy Lạp     | Koza Mostra & Agathon Iakovidis    | "Igranka"            | Tiếng Hy Lạp                 | 2      | 121     |
| 10     | Israel     | Moran Mazor                        | "Rak bishvilo"       | Tiếng Do Thái                | 14     | 40      |
| 11     | Armenia    | Gor Sujyan                         | "Lonely Planet"      | Tiếng Anh                    | 7      | 69      |
| 12     | Hungary    | ByeAlex                            | "Kedvesem"           | Tiếng Hungary                | 8      | 66      |
| 13     | Na Uy      | Margaret Berger                    | "I Feed You My Love" | Tiếng Anh                    | 3      | 120     |
| 14     | Albania    | Adrian Lulgjuraj & Bledar Sejko    | "Identitet"          | Tiếng Albania                | 15     | 31      |
| 15     | Gruzia     | Nodiko Tatishvili & Sopho Gelovani | "Waterfall"          | Tiếng Anh                    | 10     | 63      |
| 16     | Thụy Sĩ    | Takasa                             | "You and Me"         | Tiếng Anh                    | 13     | 41      |
| 17     | România    | Florin Cezar Ouatu                 | "It's My Life"       | Tiếng Anh                    | 5      | 83      |

### Chung kết
| Thứ tự | Quốc gia    | Nghệ sĩ                            | Ca khúc                  | Ngôn ngữ          | Vị trí | Số điểm |
| ------ | ----------- | ---------------------------------- | ------------------------ | ----------------- | ------ | ------- |
| 01     | Pháp        | Amandine Bourgeois                 | "L'enfer et moi"         | Tiếng Pháp        | 23     | 14      |
| 02     | Litva       | Andrius Pojavis                    | "Something"              | Tiếng Anh         | 22     | 17      |
| 03     | Moldova     | Aliona Moon                        | "O mie"                  | Tiếng România     | 11     | 71      |
| 04     | Phần Lan    | Krista Siegfrids                   | "Marry Me"               | Tiếng Anh         | 24     | 13      |
| 05     | Tây Ban Nha | El Sueño de Morfeo                 | "Contigo hasta el final" | Tiếng Tây Ban Nha | 25     | 8       |
| 06     | Bỉ          | Roberto Bellarosa                  | "Love Kills"             | Tiếng Anh         | 12     | 71      |
| 07     | Estonia     | Birgit Õigemeel                    | "Et uus saaks alguse"    | Tiếng Estonia     | 20     | 19      |
| 08     | Belarus     | Alyona Lanskaya                    | "Solayoh"                | Tiếng Anh         | 16     | 48      |
| 09     | Malta       | Gianluca Bezzina                   | "Tomorrow"               | Tiếng Anh         | 8      | 120     |
| 10     | Nga         | Dina Garipova                      | "What If"                | Tiếng Anh         | 5      | 174     |
| 11     | Đức         | Cascada                            | "Glorious"               | Tiếng Anh         | 21     | 18      |
| 12     | Armenia     | Gor Sujyan                         | "Lonely Planet"          | Tiếng Anh         | 18     | 41      |
| 13     | Hà Lan      | Anouk                              | "Birds"                  | Tiếng Anh         | 9      | 114     |
| 14     | România     | Florin Cezar Ouatu                 | "It's My Life"           | Tiếng Anh         | 13     | 65      |
| 15     | Anh Quốc    | Bonnie Tyler                       | "Believe in Me"          | Tiếng Anh         | 19     | 23      |
| 16     | Thụy Điển   | Robin Stjernberg                   | "You"                    | Tiếng Anh         | 14     | 62      |
| 17     | Hungary     | ByeAlex                            | "Kedvesem"               | Tiếng Hungary     | 10     | 84      |
| 18     | Đan Mạch    | Emmelie de Forest                  | "Only Teardrops"         | Tiếng Anh         | 1      | 281     |
| 19     | Iceland     | Eyþór Ingi Gunnlaugsson            | "Ég á líf"               | Tiếng Iceland     | 17     | 47      |
| 20     | Azerbaijan  | Farid Mammadov                     | "Hold Me"                | Tiếng Anh         | 2      | 234     |
| 21     | Hy Lạp      | Koza Mostra & Agathon Iakovidis    | "Alcohol Is Free"        | Tiếng Hy Lạp      | 6      | 152     |
| 22     | Ukraina     | Zlata Ognevich                     | "Gravity"                | Tiếng Anh         | 3      | 214     |
| 23     | Ý           | Marco Mengoni                      | "L'essenziale"           | Tiếng Ý           | 7      | 126     |
| 24     | Na Uy       | Margaret Berger                    | "I Feed You My Love"     | Tiếng Anh         | 4      | 191     |
| 25     | Gruzia      | Nodiko Tatishvili & Sopho Gelovani | "Waterfall"              | Tiếng Anh         | 15     | 50      |
| 26     | Ireland     | Ryan Dolan                         | "Only Love Survives"     | Tiếng Anh         | 26     | 5       |